# Wereldkampioenschap oriëntatielopen voor masters 2005
Het Masters Wereldkampioenschap Oriëntatielopen 2005 zijn de veteranen wereldkampioenschappen oriëntatielopen die gehouden zijn in 2005. Deze versie van de Masters Wereldkampioenschap Oriëntatielopen werd gehouden in gaststad Edmonton in Canada.

## Mannen
| Categorie | Goud                      | Zilver                | Brons                    |
| --------- | ------------------------- | --------------------- | ------------------------ |
| M35       | FIN Esko Ylikangas        | FIN Janne Salmi       | RUS Il`ya Gusev          |
| M40       | RUS Alexander Afonyushkin | FIN Petri Laaksonen   | DEN Helge Lang Pedersen  |
| M45       | CAN Ted de St. Croix      | NOR Jörgen Mårtensson | AUS Warren Key           |
| M50       | NOR Svein S. Jacobsen     | GBR Vincent Joyce     | LTU Henrikas Ulevichius  |
| M55       | FIN Matti Railimo         | LAT Ilmars Limbens    | RUS Vyacheslav Gorelov   |
| M60       | FIN Juhani Jokinen        | FIN Juhani Mäkinen    | FIN Pertti Ahtiainen     |
| M65       | NOR Erik Engebraaten      | SWE Göran Karlsson    | FIN Olavi Erkkilä        |
| M70       | SWE Kjell Persson         | SUI August Grueniger  | SWE Allan Haglund        |
| M75       | FIN Pentti Pelkonen       | FIN Ilkka Makkonen    | FIN Aarne Puurtinen      |
| M80       | SWE Rune Isaksson         | NOR Martin Dreng      | SWE Karl-Erik Pettersson |
| M85       | SUI Rene Piguet           | USA George Bramhall   |                          |

## Vrouwen
| Categorie | Goud                   | Zilver                    | Brons                                       |
| --------- | ---------------------- | ------------------------- | ------------------------------------------- |
| W35       | GER Cornelia Eckardt   | FIN Katri Haataja         | AUS Karen Staudte                           |
| W40       | RUS Berezina Svetlana  | USA Pavlina Brautigam     | SWE Carina Sundbüe                          |
| W45       | SWE Jane Johansson     | CAN Jane Rowlands         | DEN Soes Munch Hansen                       |
| W50       | LAT Alida Abola        | GBR Janet Rosen           | USA Natalia Babeti                          |
| W55       | FIN Kylliki Kauppinen  | SWE Inger Glans           | FIN Katariina Peltola                       |
| W60       | RUS Vershinina Galina  | SWE Lena Leandersson      | NOR Katharina Mo Berge FIN Hillevi Syväterä |
| W65       | SWE Eivor Steen-Olsson | NOR Astrid Vigenstad      | SWE Solveig Dillman                         |
| W70       | FIN Aune Jalava        | NOR Rannveig Sommerhein   | SWE Karin Widerberg                         |
| W75       | SWE Alice Stålfors     | CAN Patricia de St. Croix | FIN Ritva Saarikoski                        |
| W80       | SWE Elvy Fredin        | NOR Jennecke Erichsen     | USA Elizabeth Bramhall                      |

## Medaillespiegel
| Plaats | Land | Goud | Zilver | Brons | Totaal |
| ------ | ---- | ---- | ------ | ----- | ------ |
| 1      | FIN  | 6    | 5      | 6     | 17     |
| 2      | SWE  | 6    | 3      | 5     | 14     |
| 3      | RUS  | 3    | -      | 2     | 5      |
| 4      | NOR  | 2    | 5      | 1     | 8      |
| 5      | CAN  | 1    | 2      | -     | 3      |
| 6      | LAT  | 1    | 1      | -     | 2      |
|        | SUI  | 1    | 1      | -     | 2      |
| 8      | GER  | 1    | -      | -     | 1      |
| 9      | USA  | -    | 2      | 2     | 4      |
| 10     | GBR  | -    | 2      | -     | 2      |
| 11     | AUS  | -    | -      | 2     | 2      |
|        | DEN  | -    | -      | 2     | 2      |
| 13     | LTU  | -    | -      | 1     | 1      |